# Liste der Stolpersteine in Maasdriel

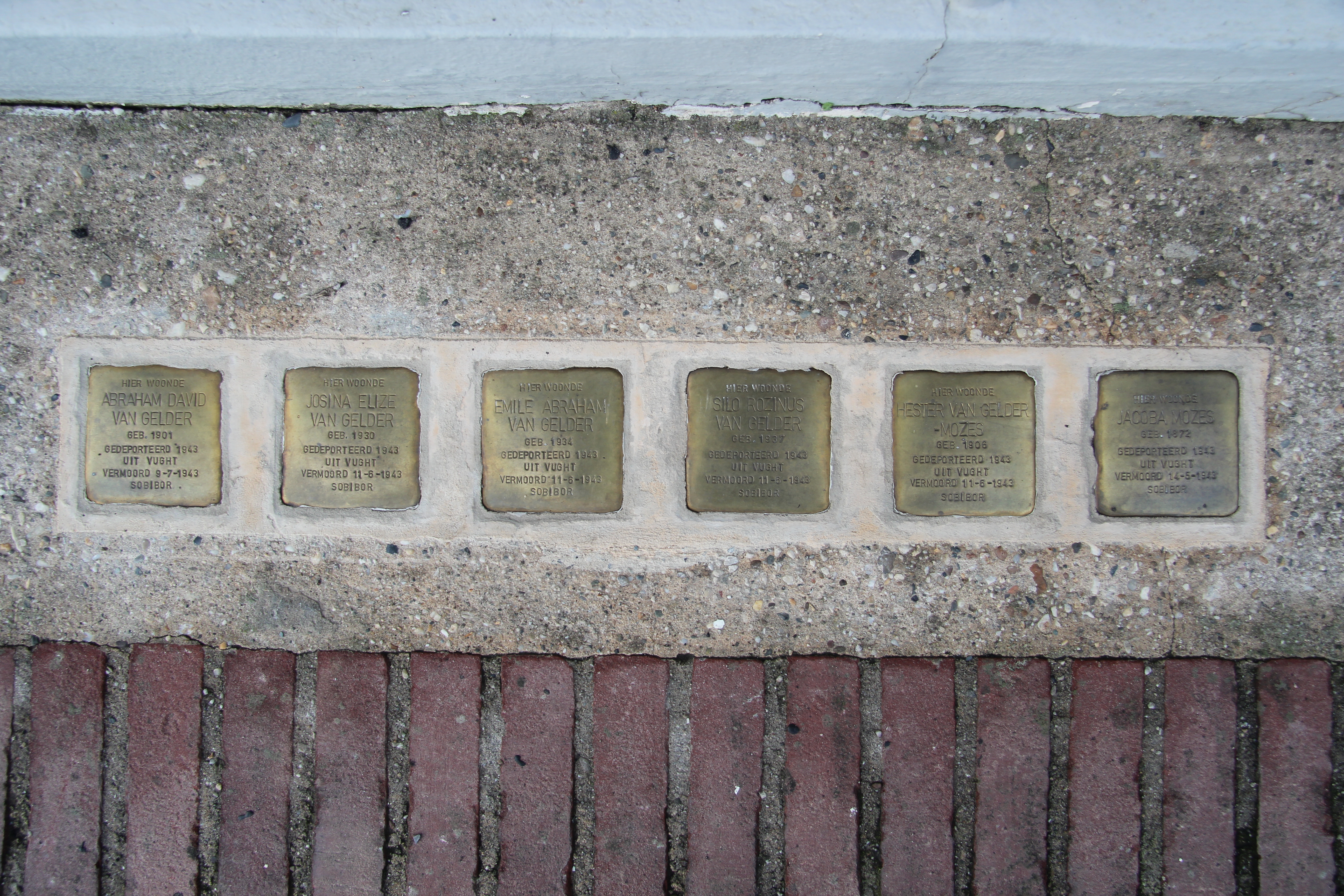
Stolpersteine für Familie van Gelder

Die Liste der Stolpersteine in Maasdriel umfasst die Stolpersteine, die vom deutschen Künstler Gunter Demnig in Maasdriel verlegt wurden, einer Gemeinde im Südwesten der niederländischen Provinz Gelderland. Stolpersteine sind Opfern des Nationalsozialismus gewidmet, all jenen, die vom NS-Regime drangsaliert, deportiert, ermordet, in die Emigration oder in den Suizid getrieben wurden. Demnig verlegt für jedes Opfer einen eigenen Stein, im Regelfall vor dem letzten selbst gewählten Wohnsitz.
Die ersten, bislang einzigen Verlegungen im Gemeindegebiet fanden am 9. April 2014 im Dorfe Rossum statt.

## Verlegte Stolpersteine
Bislang wurden in Rossum neun Stolpersteine an drei Anschriften verlegt. (Stand Oktober 2021)
| Stolperstein | Übersetzung                                                                                                 | Verlegort              | Name, Leben                                                   |
| ------------ | --- | ---------------------- | ------------------------------------------------------------- |
|              | HIER WOHNTE ABRAHAM DAVID VAN GELDER GEB. 1901 DEPORTIERT 1943 AUS VUGHT ERMORDET 9.7.1943 SOBIBOR          | Rossum, Maasdijk 70    | Abraham David van Gelder (1901–1943)                          |
|              | HIER WOHNTE EMILE ABRAHAM VAN GELDER GEB. 1934 DEPORTIERT 1943 AUS VUGHT ERMORDET 11.6.1943 SOBIBOR         | Rossum, Maasdijk 70    | Emile Abraham van Gelder (1934–1943)                          |
|              | HIER WOHNTE HESTER VAN GELDER- MOZES GEB. 1906 DEPORTIERT 1943 AUS VUGHT ERMORDET 11.6.1943 SOBIBOR         | Rossum, Maasdijk 70    | Hester van Gelder-Mozes (1906–1943)                           |
|              | HIER WOHNTE JOSINA ELIZE VAN GELDER GEB. 1930 DEPORTIERT 1943 AUS VUGHT ERMORDET 11.6.1943 SOBIBOR          | Rossum, Maasdijk 70    | Josina Elize van Gelder (1937–1943)                           |
|              | HIER WOHNTE SILO ROZINUS VAN GELDER GEB. 1937 DEPORTIERT 1943 AUS VUGHT ERMORDET 11.6.1943 SOBIBOR          | Rossum, Maasdijk 70    | Silo Rozinus van Gelder (1937–1943)                           |
|              | HIER WOHNTE JACOBA MOZES GEB. 1872 DEPORTIERT 1943 AUS VUGHT ERMORDET 14.5.1943 SOBIBOR                     | Rossum, Maasdijk 70    | Jacoba Mozes (1872–1943)                                      |
|              | HIER WOHNTE LOUIS STRANDERS GEB. 1879 DEPORTIERT 9.4.1943 AUS VUGHT ERMORDET 21.5.1943 SOBIBOR              | Rossum, Koningstraat   | Louis Stranders (1879–1943)                                   |
|              | HIER WOHNTE MARGARETHA CARLA STRANDERS GEB. 1938 DEPORTIERT 1943 AUS VUGHT ERMORDET 21.5.1943 SOBIBOR       | Rossum, Koningstraat 8 | Margaretha Carla Stranders (1938–1943) wurde Greetje genannt. |
|              | HIER WOHNTE MARGARETHA STRANDERS-HENDRIX GEB. 1877 DEPORTIERT 9.4.1943 AUS VUGHT ERMORDET 21.5.1943 SOBIBOR | Rossum, Koningstraat   | Margaretha Stranders-Hendrix (1877–1943)                      |

## Verlegedatum
- 9. April 2014